# Relations entre l'Algérie et le Soudan
Les relations entre l'Algérie et le Soudan correspondent aux interactions diplomatiques, culturelles et économiques entre la République algérienne démocratique et populaire et le République du Soudan.

## Présentation
Bien qu’ils soient tous deux au cœur du mouvement nationalisme arabe, l’Algérie et le Soudan ont été très différents les uns des autres. L’Algérie est un pays arabe dont la constitution stipule que l'islam est la religion de l'état algérien et le président candidat doit être un musulman pratiquant et les lois sont issues de la charia, surtout le code de la famille algerienne , mais le Soudan est beaucoup plus islamiste et a une relation instable avec les pays voisins comme l’Égypte, le Tchad, l’Ethiopie, la Libye et le Soudan du Sud. Par conséquent, il y a eu un manque de coopération entre les deux nations. Néanmoins, les deux pays ont élargi leurs relations.

### Représentations officielles
L’Algérie a une ambassade à Khartoum tandis que le Soudan a une ambassade à Alger. Avant 2011, le Soudan et l’Algérie étaient respectivement le premier et deuxième plus grands pays africains ainsi que le premier et deuxième plus grands pays arabes, mais après 2011, l’Algérie est devenue le plus grand pays africain et arabe.

### Guerre civile algérienne
Le Soudan a été accusé par l’Algérie d’ingérence dans la guerre civile algérienne qui a causé la mort de plus 200.000 Algériens,. Aux côtés du Soudan, de l’Iran, de l’Arabie saoudite, de la Libye et du Maroc ont également été impliqués dans le soutien au Groupe islamique armé d’Algérie. C’est donc la raison de la relation amère entre deux nations. En réponse, le Gouvernement algérien a appelé à la séparation du Darfour et du Soudan du Sud, qui a par la suite eu un succès au Soudan du Sud en 2011.

### Guerre civile soudanaise
Depuis la fin du conflit civil algérien, l’Algérie et le Soudan ont eu des relations de confiance, mais les méfiances restent vives. Néanmoins, l’Algérie avait proposé d’aider le Soudan au milieu de la longue guerre civile soudanaise.

### Crise libyenne
Le Soudan et l’Algérie ont tous deux appelé à mettre fin à la guerre civile libyenne afin de maintenir la paix et la stabilité de la Libye au plus fort des guerres libyennes.

### Conflit soudanais de 2023
Le président du Conseil de souveraineté transitoire de la République du Soudan, le général Abdel Fattah al-Burhan, est arrivé le 28 janvier 2024 à Alger, pour une visite officielle de deux jours. Cette visite est intervenue  dans contexte difficile et complexe au Soudan, marqué par des combats violents entre l’armée régulière et les forces de soutien rapide. Le président algérien Abdelmadjid Tebboune a exprimé le soutien indéfectible de l’Algérie au Soudan, et affirmé son engagement en faveur de solutions internes, évitant toute ingérence étrangère dans ce conflit.